# Munshiganj (stad)
Munshiganj is een stad in Bangladesh. De stad is de hoofdstad van het district Munshiganj. De stad telt ongeveer 108.000 inwoners.

## Geboren
- Iajuddin Ahmed (1931-2012), president van Bangladesh (2002-2009)